# Петроній Пробін (консул 341 року)
Петроній Пробін (*Petronius Probinus, д/н — після 346) — державний діяч Римської імперії.

## Життєпис
Походив зі знатного роду Публіліїв-Петроніїв. Син Петронія Пробіана, консула 322 року. Здобув гарну освіту, виявивши хист до складання віршів. Разом з сестрою Фальтонією породичався з родом Цельсіна Адельфа, пошлюбивши доньку останнього, а Фальтонія вийшла заміж за син Адельфа.
З 337 року перебував на службі імператора Константа, отримавши титул Vir clarissimus (Славетний пане). 341 року призначається консулом (разом з Флавієм Антонієм Марцелліном). У 345—346 роках обіймав посаду міського префекта Риму. Подальша доля невідома.

## Родина
Дружина — Клавдія
Діти:
- Секст Клавдій Петроній Проб, консул 371 року